# Elvira Ramón
Elvira Ramón Utrabo (Molvízar, 20 de noviembre de 1966) es una política española.

## Biografía
Nació el 20 de noviembre de 1966 en el municipio granadino de Molvízar y es licenciada en Derecho por la Universidad de Granada, con un máster en Dirección Política por el Instituto Jaime Vera. Está afiliada al PSOE y ha ocupado diversos cargos, como concejala en el ayuntamiento de Molvízar, miembro de la Diputación Provincial de Granada o delegada provincial de la Junta de Andalucía en Granada. En las elecciones generales de 2011 fue en las listas de su partido por la circunscripción electoral de Granada y obtuvo el escaño.